# Pietro Venuti
Pietro Venuti (Codroipo, 10 giugno 1912 – Mar Rosso, 24 giugno 1940) è stato un marinaio italiano, secondo capo silurista e medaglia d'oro al Valor Militare alla memoria.

## Biografia
Era nato a Codroipo (Udine) il 10 giugno 1912. Volontario nella Regia Marina dal marzo 1931, frequentò a Pola il Corso per Specializzazione Torpediniere, al termine del quale imbarco sul cacciatorpediniere Strale, successivamente sulla torpediniera Generale Antonio Cantore e poi sui sommergibili Squalo e Antonio Sciesa, ottenendo la promozione a Sottocapo nel 1935.
Partecipò alle operazioni militari in Spagna e, promosso 2º Capo, il 7 aprile 1939 prese imbarco sul Sommergibile Luigi Galvani, il quale dal 16 giugno 1939 venne dislocato in Mar Rosso.
Il 10 giugno 1940, il Galvani, al Comando del Capitano di Corvetta Renato Spano, salpò da Massaua, diretto in zona d’agguato all’imboccatura del golfo di Oman, nella quale il battello giunse la sera del 23.
Alle 23:08 il Galvani fu avvistato dal peschereccio anti sommergibile britannico Falmouth che aprendo immediatamente il fuoco, lo colpì nella zona poppiera; l’esplosione provocò una pericolosa via d’acqua nel locale affidato al 2º Cº Silurista Pietro Venuti.
Per cercare di sfuggire venne ordinata un'immersione immediata, il 2º Cº Silurista Pietro Venuti consapevole di votarsi a morte certa, non esitò (come, si legge nella motivazione della medaglia d’oro alla memoria) di bloccare da dentro la porta stagna della zona dove si trovava evitando l’allagamento di tutto il sommergibile. 
Immediatamente il Falmouth avvicinandosi al battello scaricò una serie di bombe di profondità che provocarono enormi danni costringendolo a riemergere. Lemersione riuscì parzialmente permettendo a buona parte dell’equipaggio di salvarsi (31 persone tra i quali il Comandante Spano), recuperati dalla stessa nave britannica. Poco dopo il Galvani affondò definitivamente, trascinando con sé gli altri 26 uomini dell’equipaggio.
A Pietro Venuti la Marina Militare ha intitolato il sommergibile S 528 della classe U-212, varato il 9 ottobre 2014 e entrato in servizio il 6 luglio 2016.